# 브리태니커 백과사전
브리태니커 백과사전(영어: Encyclopædia Britannica)은 지금까지도 발행되는 것 중에서는 가장 오래된 영어로 쓰인 백과사전이다. “Encyclopædia Britannica”를 번역하면 “영국의 백과사전”이지만, 이후 영국에서 발행하지는 않았다. 2012년 3월 15일 종이책 출판이 244년 만에 중단되었다. 제작사 측은 앞으로 온라인으로 사전을 제공할 것이라고 밝혔다. 현재 브리태니커 백과사전의 수익 구조는 온라인 교육용 자료 판매가 85%, 온라인 백과사전 구독료가 15%, 오프라인 백과사전 판매가 0%이다.

## 개요

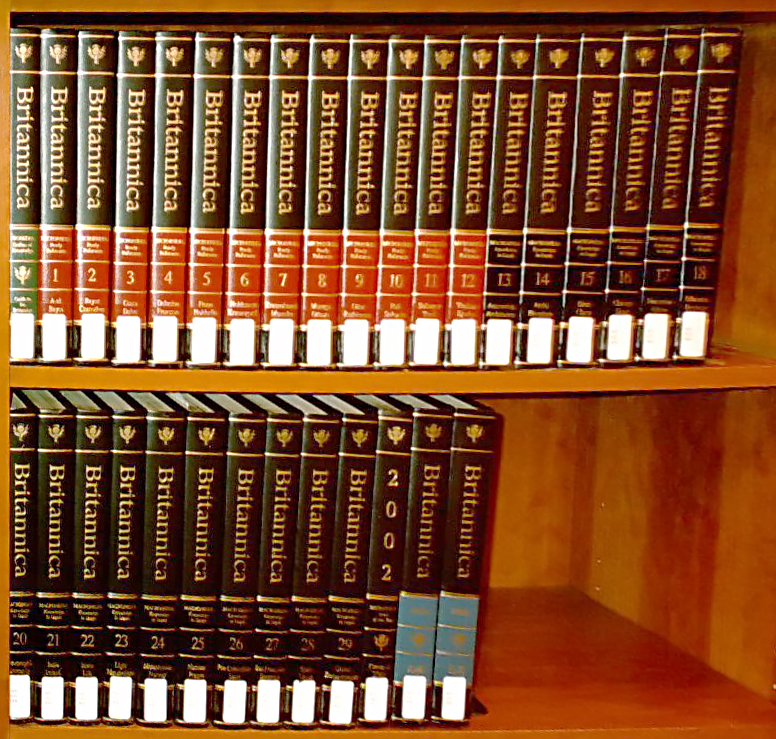
2002년에 출간된 브리태니커 백과사전 제15판

1768년 스코틀랜드에서 처음 출판되었다. 콜린 맥파커가 편집했고 앤드루 벨이 발행했다. 1870년대에는 제9판과 10판이 타임스 신문사와 연관되면서 런던에서 출판하였다. 제11판에는 케임브리지 대학교가 협력했다. 그 후에는 판권이 Sears Roebuck에게 넘어가서 시카고에서 출판하게 되었다.
현재 "BRITANNICA"에 대한 트레이드마크는 브리태니커 백과사전 주식회사에 있다. 2007년 기준으로 브리태니커 백과사전의 완전판은 4400만 낱말로 된 12만여 개의 글과 인덱스를 가지고 있다. 브리태니커는 출판본(32권 분량, 미화 1400불), 온라인(12만 개의 글로 되어 있으며, 각각 글의 요약은 무료로 볼 수 있지만 전체를 보려면 한 사람당 한 달에 10불, 한 해에 60불), CD-ROM 또는 DVD-ROM(10만 개 이상의 글, 50불)로 출판한다.
현재 브리태니커 판본의 기고자는 4000명이 넘으며, 그 중에는 110명의 노벨상을 받은 학자와 5명의 미국 대통령 그리고 밀턴 프리드먼, 칼 세이건, 마이클 드베이키와 같은 저명한 학자들이 있다. 백과사전의 내용 중 최근 2년 동안 다시 쓰인 것은 35%이다. 지금의 판본인 제15판은 알파벳 순서로 되어 있으며, Mortimer Adler의 기획에 영향을 받아서 세 부분으로 나뉘어 있다. 짧은 글로 이루어진 Micropædia 10권, 긴 글로 이루어진 Macropædia 19권, 그리고 모든 권에 들어 있는 정보의 분류를 체계적으로 볼 수 있는 Propædia 한 권이 그것이다.

## 판본의 역사
| 판 | 발행년도                  | 권수            |
| -- | ------------------------- | --------------- |
| 1  | 1768-1771                 | 3권             |
| 2  | 1777-1784                 | 10권            |
| 3  | 1788-1797, 1801 증보      | 18권 + 증보 2권 |
| 4  | 1801-1809                 | 20권            |
| 5  | 1815                      | 20권            |
| 6  | 1820-1823, 1815-1824 증보 | 20권 + 증보 2권 |
| 7  | 1830-1842                 | 21권            |
| 8  | 1852-1860                 | 21권 + 색인     |
| 9  | 1870-1890                 | 24권 + 색인     |
| 10 | 1902-1903                 | 9권 + 증보 9권  |
| 11 | 1910-1911                 | 29권            |
| 12 | 1921-1922                 | 11권 + 증보 3권 |
| 13 | 1926                      | 11권 + 증보 6권 |
| 14 | 1929-1973                 | 24권            |
| 15 | 1974-1984                 | 28권            |
| 15 | 1985-2012                 | 32권            |

### 초판
앤드루 벨과 콜린 맥파쿠하가 착상하고, 인쇄업자이자 골동품 연구가인 윌리엄 스멜리가 편집하였다. 1768년 12월에 편집하여, 1771년 3권으로 완간했는데 총 2,689쪽에 160점의 사진과 논문과 사전형식의 짧은 항목들로 처리하여 참조할 수 있게 했다. 이름을 《예술 과학사전》이라고 지었다.

### 2판
1777년에서 84년에 시차를 두고 출판해서 10권으로 8,595쪽에 달했다. 항목의 설명이 길어졌고 인명항목을 추가했고 역사를 담은 지리항목도 늘렸다. 편집은 제임스 타이틀러가 맡았다.

### 3판
14,579쪽에 달하는 18권으로 1788년부터 출판했다. 맥파쿠하는 죽을 때까지 편집을 맡았고, 조지 글리그가 맡아 완간했다. 글리그가 편집하고 토머스 보너(벨의 사위)를 위하여 2권을 증보해서 1801년에 나왔다.

### 4판
20권으로 완간되었다. 1801년부터 8년간에 걸쳐 16,033쪽에 달했다. 3판을 개정 및 인쇄한 것으로, 새 논문과 내용을 보충한 논문 등과 인명 항목을 담은 2권을 보강했다. 제임스 밀러가 편집을 했는데 도중에 맥파쿠하가 사망하여 보충하느라 애를 많이 썼다고 한다.

### 5, 6판과 4, 5, 6판의 증보판
보너와 밀라가 편집한 5판은 4판을 교정한 것이고 찰스 맥라렌이 편집을 맡은 6판은 항목을 조금 보태서 5판을 다시 인쇄한 것이다.

### 7판
1826년에 컨스터블이 파산했고 이듬해에 죽어서 에드버러의 또다른 출판업자인 아담 블랙을 불렀다. 네이피어가 7판의 편집을 맡았다. 17,101쪽에 금속판화 506점이 실린 21권의 사전을 12년에 걸쳐 만들고 증보판을 새겨 넣었다. 그리고 전체 색인을 실은 특별부록도 만들었다.

### 8판
1만 7957쪽으로 402점의 그림을 더 실었고 네이피어가 죽자 트레일이 편집을 맡았다.

### 9판
1권씩 차례차례 출판했다. 베인스가 편집을 맡았고 죽을 때까지 편집을 계속했다. 또 윌리엄 로버트슨 스미스와 함께 일을 했다. 학문적과 종교적 논쟁을 진보적인 자세를 취해서 논쟁의 대상이 되었다. 70명의 미국 학자와 유럽의 60명의 학자 등을 포함한 1,100명의 학자가 썼다. 그리고 미국으로 넘어갔다. 항목이 17,000개에 달한다.
당시 주요한 인물을 글에 넣었다. 예를 들면 전기와 자기력에 제임스 맥스웰을, 열에 윌리안 톰슨(켈빈 경)에 관한 글을 넣었다.

### 10판
1년에 걸쳐 만들었다. 역사 부분에 최신 자료를 많이 실었다. 도널드 매켄지 월리스 경, 휴 치점, 아서 T. 해들리, 호레이스 후퍼와 형제인 프랭클린 H. 후퍼 등이 편집을 했다. 색인과 지도를 위한 권이 추가되었다.

### 11판
케임브리지 대학교에서 독자적으로 발행했다. 또 프랭클린 후퍼가 뉴욕 편집실을 맡았다. 런던 편집실에서도 맡았는데 대부분 런던실이 썼다. 넓고 긴 논문을 짧게 나눠서 더 전문적인 항목으로 처리했다. 11판은 양이 많지 않지만 항목은 2배인 4만 항목이 되었다.
브리태니커백과사전의 고전적인 판이라고 여겨지며 현재 그 저작권이 공개되어 있다. 한 권 한 권 출판하던 것을 한꺼번에 출판한 최초의 판이다.

### 12판, 13판
29권에 첨가되었다. 프랭클린 후퍼가 편집을 감독하여 3권의 증보판이 나왔다. 그리고 런던의 가빈이 편집해 3권이 증보되어 13판이 만들어졌다.

### 14판
1928년에 시어스 로벅스(Sears, Roebuck and Company)가 백과사전을 사들이고, 콕스를 발행인으로 그대로 두어 제11판의 개정작업을 맡겼다.
가빈이 14판을 편집하고 프랭클린 후퍼가 뉴욕시에서 맡았는데 3년 만에 작업이 끝났다. 11판은 짤막하게 끝나지만 3,500여 명의 석학의 글을 기고받아 수록했다. 또 지도책 1권과 부록 1권을 만들었다. 대공황 전날에 백과사전이 출판되었다. 1938년부터 브리태니커 연감을 발행하였다. 이때부터 최신 사항을 매년 계속 유지시키면서 백과사전을 출판했다.

### 15판
1952년《서양의 위대한 책들》을 출판하며 모티머 에들러와 협력관계가 시작되었다. 애들러, 벤턴 등의 경영 아래 편집상의 방대한 노력으로 1974년에 끝났다. 15판은 3부분으로 나눈다.
- 마이크로피디아(소항목사전)
- 매크로피디아(대항목사전)
- 프로피디아(지식의 개요)

4,000여 명의 저자가 기고해서 만들어졌다. 인쇄비를 제외한 편집 제작비가 3,200만 달러라는 금액이 나왔다. 그때 편집주간이 프리스이고 편집부장은 괴츠이다. 제15판("브리태니커 3"으로 알려짐)에서 브리태니커는 세 부분으로 나뉜다. 짧은 글로 이루어져 있으며 색인 역할을 맡은 Micropædia 10권, Macropædia 19권, Propædia 한 권이 그것이다.
1985년부터 Micropædia의 인덱스 기능을 없앴다. Macropædia에서는 글의 수를 줄이고 대신 글 하나하나의 분량을 키웠다. 예를 들어, 각각의 미국의 주에 해당했던 글들을 "미국"으로 합쳤다. Macropædia에서 작은 분량의 글은 Micropædia로 옮겨졌다.
최초의 CD-ROM 판은 1994년에 나왔다. 당시에는 온라인 버전은 유료였다. 1999년부터 온라인 버전 보관됨 2020-12-09 - 웨이백 머신 을 무료로 제공하면서 종이로는 개정판을 출판하지 않는 실험을 했다. 하지만 2002년부터 다시 출판하기 시작했다. 2012년부터는 출판이 다시 중단되었다.

## 같이 보기
- 간명브리태니커백과전서 - 브리태니커 백과사전의 중국어판.